# Via dei Marsili
Via dei Marsili è una strada dell'Oltrarno nel centro storico di Firenze, che va da piazza dei Pitti a via Maggio. 

## Storia e descrizione
Ultima e più breve tra le vie che tagliano il blocco di edifici tra via Guicciardini/piazza Pitti e via Maggio, prima della costruzione di palazzo Pitti si chiamava chiasso alla Cava, col riferimento alle cave di pietraforte che esistevano sulla collina di Boboli. Anticamente più lunga, arrivava infatti fino a borgo Tegolaio prima che quel tratto fosse riempito di edifici, venne chiamata via Cara e via dell'Olmo. Se il primo odonimo è di origine incerta, il secondo è legato evidentemente a un albero che doveva trovarsi un tempo in questa zona.
Il riferimento alla famiglia Marsili compare almeno dal 1727, ed è da mettere in relazione con questa importante famiglia di Oltrarno, che ebbe varie prorietà nelle parrocchie di San Felice e di San Jacopo Soprarno, la cui memoria oggi è affidata essenzialemente a questa via e all'assai rimaggiata torre dei Marsili in borgo San Jacopo. 
La strada, essendo uno degli accessi a piazza Pitti da via Maggio, era utilizzata assieme allo drucciolo dei Pizzi per il passaggio delle carrozze che, provenienti dal ponte Santa Trinita, si dirigevano a palazzo. Per ovviare a questo poco felice collegamento, nel corso del Seicento e Settecento (e ancora nel secolo successivo), furono più volte stesi dei progetti che prevedevano interventi più o meno incisivi, finalizzati a un deciso ampliamento, che tuttavia non furono messi in pratica. 
La strada ha oggi un carattere appartato, con i lati secondari di alcuni edifici affacciati sulle strade limitrofe, quali il palazzo Borghigiani e la Casa di Bernardo Buontalenti su via Maggio, la Casa dei Paggi e la casa con l'antica numerazione 1702 su piazza Pitti. Su quest'ultima, poco dopo la cantonata, si trova l'unico elemento emergente della strada, una grande cornice di tabernacolo che oggi contiene un semplice crocifisso. La cornice in pietra dovrebbe risalire al XVIII secolo, e presenta sotto un trigramma di san Bernardino nella cimasa l'iscrizione «INGENS PRETIVM REDEMPTIONIS HUMANAE» ("Questo è il grande prezzo che dovette essere pagato per la Redenzione umana", con riferimento alla crocifissione). In basso esiste ancora uno sportelletto dove si conservava il lume per il tabernacolo e si potevano lasciare elemosine. All'interno era ricordiato un affresco della Crocifissione forse dalla fine del XV secolo.

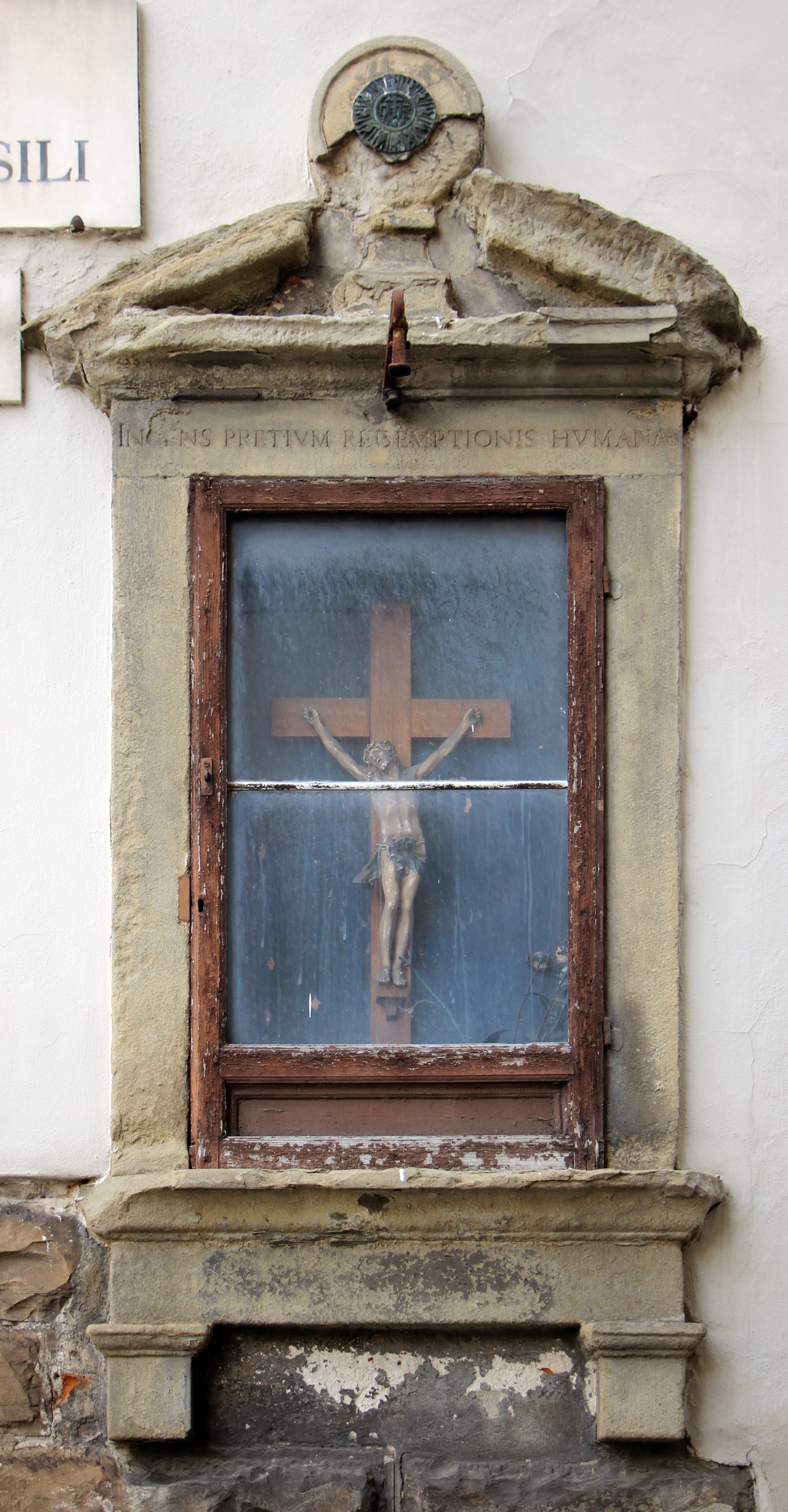
Tabernacolo di via dei Marsili